# Deopalpus macrocerus
Deopalpus macrocerus là một loài ruồi trong họ Tachinidae.